# Port lotniczy Bafoussam
Port lotniczy Bafoussam – krajowy port lotniczy zlokalizowany w kameruńskim mieście Bafoussam.

## Kierunki lotów i linie lotnicze
| Linia Lotnicza | Kierunek  |
| -------------- | --------- |
| Camair-Co      | 1. Douala |